# Шигаев, Григорий Фролович
Григо́рий Фро́лович Шига́ев (13 марта 1915, Кувыка, Саратовская губерния — 27 ноября 1954, Саратов) — старший лейтенант Советской Армии, участник Великой Отечественной войны, Герой Советского Союза (1946). Командир огневого взвода 136-й армейской пушечной артиллерийской Режицкой Краснознамённой ордена Суворова бригады.

## Биография
Родился 13 марта 1915 года в деревне Кувыка (ныне — Татищевского района Саратовской области). Русский. Окончил семилетнюю школу. В 1935—1937 годах учился на рабфаке в Саратове, одновременно работал чернорабочим в порту, заправщиком горючего, сапожником. В 1937—1940 и 1941—1948 годах служил в Советской Армии, участвовал в советско-финской и Великой Отечественной войнах. В 1942 году окончил Киевское артиллерийское училище.
В годы Великой Отечественной войны сражался с немецко-фашистскими захватчиками на Западном, Калининском, 2-м Прибалтийском и 1-м Белорусском фронтах. Принимал участие в освобождении Калининской и Псковской областей, Латвии и Польши, в разгроме врага на территории Германии. За боевые отличия был награждён орденом Красной Звезды (1944), медалями «За освобождение Варшавы», «За взятие Берлина» и «За победу над Германией в Великой Отечественной войне 1941—1945 гг».
С 26 апреля 1945 года начались бои по уничтожению окружённой в Берлине группировки немцев. Лейтенант Шигаев получил приказ на рассвете 28 апреля выдвинуться с одной 152-миллиметровой гаубицей-пушкой в западную часть кладбища Тиргартен и разрушить угловое и рядом стоящее здания, являющиеся опорными пунктами противника. Проведя в назначенный район тягач с восьмитонным орудием на прицепе, артиллеристы с 400—500 метров произвели по угловому зданию шесть выстрелов бетонобойными снарядами с высокой точностью. Часть стен рухнула, пехота ворвалась в здание и приступила к уничтожению уцелевших групп противника. В это время Шигаев заметил в восточной части парка Тиргартен скопление пехоты противника и, развернув орудие, открыл по ней огонь. Рота автоматчиков неприятеля двинулась на советских артиллеристов, оказавшихся без прикрытия. Стрельба из орудия была затруднена: мешали деревья и постройки, а когда неприятель подошёл на близкое расстояние, стала невозможной. Шигаев приказал расчёту занять круговую оборону и защищаться огнём стрелкового оружия. Когда автоматчики залегли в 20 — 30 метрах от орудия, лейтенант Шигаев поднялся, метнул гранату во врагов и с возгласом «За Родину!» побежал вперёд, увлекая за собой артиллеристов и вынудив противника отступить. В этом бою Шигаев лично уничтожил 13 солдат и офицеров противника. После выполнение основной задачи было продолжено, огнём орудия было разрушено ещё несколько зданий, уничтожены пулемёты и противотанковые пушки противника.
Звание Героя Советского Союза с вручением ордена Ленина и медали «Золотая Звезда» (№ 5823) Григорию Фроловичу Шигаеву присвоено 15 мая 1946 года за доблесть и мужество, проявленные при штурме Берлина.
После окончания войны старший лейтенант Шигаев командовал батареей. В 1948 году был уволен из Советской Армии в запас. Работал в Саратове председателем промысловой артели. Умер 27 ноября 1954 года.

## Память
- Улицы в Саратове[2], Татищево.
- С апреля 2020 года общеобразовательная школа в селе Кувыка Татищевского района носит имя Героя Советского Союза[3].